# Heterothops stiglundbergi
Heterothops stiglundbergi är en skalbaggsart som beskrevs av Olle Israelsson 1979. Heterothops stiglundbergi ingår i släktet Heterothops, och familjen kortvingar. Arten är reproducerande i Sverige.